# STS–3
Az STS–3 volt a 3. amerikai űrrepülőgép-program és a Columbia űrrepülőgép 3. repülése. Az űrhajózás történetében először történt, hogy egy űrhajót – másik legénységgel – harmadszor is a világűrbe juttassanak, valamint visszahozzanak a Földre.

## Küldetés
A repülés elsődleges célja a teljes rendszer világűrkörülmények között történő további tesztelése, illetve az Office of Space Science (OSS–1) kísérletsorozat végrehajtása.

## Jellemzői

### Első nap
A fűtőrendszer meghibásodása miatt az indulás egy órát csúszott. 1982.  március 22-én a szilárd hajtóanyagú gyorsítórakéták (SRB) segítségével Floridából, a Cape Canaveral (KSC) Kennedy Űrközpontból, a 39A jelű indítóállványról emelkedett a magasba. Az orbitális pályája 89,4 perces, 38 fokos hajlásszögű, elliptikus pálya perigeuma 241 kilométer, az apogeuma 249 kilométer volt. Felszálló tömeg indításkor 2 026 993 kilogramm, műveleti tömege a pályán 106 782 kilogramm, leszálló tömeg 93 926 kilogramm. Szállított hasznos teher felszálláskor/leszállásnál 10 301 kilogramm
Az STS–1 és az STS–2 indításánál tapasztalt festékfolyás miatt megszüntették a külső üzemanyagtartály (ET) fehérre festését, amivel 272 kilogramm súlycsökkentést értek el.
A raktér zárt és nyitott pozíciójában a meghatározott mérési, kutatási, kísérleti program végrehajtása, adminisztrálása. Manipulátor alkalmazásának gyakorlása, különféle pozíciók felvétele, mozgatásának gyakorlatias végzése.
A fűtőrendszer meghibásodásán kívül a program során több hiba is előfordult: Lousma rosszul lett a súlytalanság miatt, a toalett meghibásodott és a hőszabályozó rendszer sem működött tökéletesen. Három kommunikációs csatorna is felmondta a szolgálatot.

### Műszerek
1. Development Flight Instrumentation (DFI) – az űrsikló rendszereinek folyamatos ellenőrzésére (felszállás, orbitális mozgás, leszállás),
2. Aerodynamic Coefficient Identification Package (ACIP) – az űrsikló aerodinamikai tulajdonságait mérte a repülés ideje alatt,
3. Office of Space Science (OSS-1) – komplett műszerpark (szennyezettség, mikrometeorit, nyomásváltozás mérése, növényekre ható súlytalanság vizsgálata), a Föld-közeli tér környezetét, szennyezettségét is mérte,
4. Induced Environment Contamination Monitor (IECM) – környezetszennyezés mérése, fényképezése,
5. Solar Flare X-ray Polarimeter Experiment (SFXP) – napkitörés vizsgálata,
6. Vehicle Charging and Potential Experiment (VCAP) – az űrsikló elektrosztatikus töltésének mérése,
7. Plasma Diagnostics Package  (PDP) – plazmadiagnosztika,
8. Orbiter Experiment Program (OEX) – az űrsikló aerodinamikai együtthatójának meghatározása,
9. Detailed Supplementary Objective DSO S133 – az űrsikló kiegészítő programjainak ellenőrzése,
10. DSO S134 – kozmikus sugárzás mérése,
11. DSO S142 – az űrhajósok mozgásszervi változásainak mérése,
12. HBT – biotechnológia kísérletek végzése,
13. Passive Optical Sample Assembly (POSA) – az űrsikló passzív adatainak mérése
14. Monodisperse Latex Reactor (MLR) – részecske előállító reaktor,

## Személyzet
(zárójelben a repülések száma az STS–3-mal együtt)
- Jack Lousma (2), parancsnok
- Gordon Fullerton (1), pilóta

### Tartalékszemélyzet
- Thomas Mattingly, (1) parancsnok
- Henry Hartsfield, (0) pilóta

### Nyolcadik nap
1982. március 30-án – a floridai Kennedy Űrközpont és a kaliforniai Edwards légitámaszponton uralkodó rossz időjárás miatt – első alkalommal az Új-Mexikói White Sands Rakétakísérleti Telepen szállt le. Összesen 8 napot, 00 órát, 4 percet és 46 másodpercet töltött a világűrben. 3 334 904 mérföldet repült, 130 alkalommal kerülte meg a Földet.
Egy különlegesen kialakított Boeing 747 tetején visszatért kiinduló bázisára.